# Stock, Aitken & Waterman
Mike Stock, Matt Aitken en Pete Waterman (vaak afgekort als SAW) vormden een Brits producerstrio dat vanaf 1984 verantwoordelijk was voor een groot aantal commerciële danspop-hits. Hun muzikale stijl werd eurobeat genoemd in de jaren 1984–1989, met een extra onderscheidend element van swing in het ritme.

## Geschiedenis
In januari 1984 had Pete Waterman op hun verzoek een ontmoeting met Mike Stock en Matt Aitken. Zij hadden een nummer geschreven en geproduceerd The Upstroke, een hi-NRG vrouwelijke versie van Frankie Goes to Hollywood's Relax. Pete was dermate onder de indruk dat hij ze een partnership aanbood. Het nummer, uitgevoerd door Agents Aren't Aeroplanes, was de eerste SAW-plaat. Het deed niets in de hitparades, maar was wel een club hit.
Het productietrio had hun eerste nummer 1-hit in het Verenigd Koninkrijk met You Spin Me Round (Like a Record) van Dead or Alive. Ondanks het grote commerciële succes was het ontstaansproces van deze single exemplarisch voor de meestal gespannen verhoudingen tussen de bands die creatieve controle wilden en SAW. Mixer Phil Harding vertelde dat de sfeer dermate verbeten werd tussen de bandleden en producers Stock en Aitken dat het bijna tot geweld kwam. Stock spreekt dit tegen en zegt dat Harding, Waterman en zanger Pete Burns schromelijk overdrijven.
Het hitsucces trok de aandacht van de band Banamarama. Lid Siobhan Fahey wilde een cover van Shocking Blue's Venus opnemen en klopte bij SAW aan voor de productie. Het resultaat was een wereldhit met onder andere een nummer 1 op Billboard. Hoewel de verdere samenwerking tussen de band en de producers commercieel zeer voorspoedig was met wereldhits als Love in the First Degree, I Can't Help It en I Heard a Rumour was de werkrelatie niet plezierig volgens Stock.

## De "hitfabriek"
Na het eerdere succes evolueerde hun stijl richting een meer mainstream synthpop, meestal uitgevoerd door aantrekkelijke vocalisten. Over het algemeen werden de nummers door de producers geschreven, al kregen sommige vroege artiesten als Dead or Alive en Bananarama vermelding als medeschrijvers. Vervolgens werd de muziek opgenomen met prominent aanwezige synthesizers, drum machines en sequencers met als laatste stap het inzingen door de artiesten.
De grote hoeveelheid uitgebracht werk middels hun lopende bandachtige methode en gelijk klinkende nummers, zorgde ervoor dat ze laatdunkend een "hitfabriek" genoemd werden, waarop Pete Waterman tegenwierp dat ze niet wezenlijk anders werkten dan Motown in de jaren 60. Rick Astley's Never Gonna Give You Up was de best verkochte single van 1987. Kylie Minogue's I Should Be So Lucky stond 5 weken op 1 in het VK en haar debuutalbum Kylie was het bestverkopende album van 1988. Kylie's eerste 13 singles waren top 10-hits in het VK. Ook in 1989 kwam het best verkopende album uit de koker van SAW: Jason Donovan's Ten Good Reasons.

## Na de jaren 80
Na de topproducers te zijn geweest in 1989 met zeven nummer 1-hits in het VK, leken de producers op dezelfde weg verder te gaan met Kylie Minogue's Tears on My Pillow, maar dit bleek hun laatste nummer 1 in het VK te zijn. Oktober 1990 was de eerste periode in twee jaar dat er geen enkele SAW-productie in de hitparade stond. Medio 1991 verliet Aitken het collectief vanwege stress. Stock en Waterman kenden nog wat succesjes ondanks het uit de mode raken van hun geluid met top 10- en top 20-hits van Kylie Monogue, Jason Donovan, Banamamara en Boy Krazy. Eind 1993 stopte Stock de samenwerking met Waterman vanwege een conflict over financiën.

## Nadagen
In 1994 gingen Stock en Aitken weer samenwerken in Love This Records, met sporadisch hitsucces in de jaren 90, voornamelijk via Robson & Jerome en Nicki French. In 2005 werkten ze alle drie voor het eerst weer samen en produceerden de CD+DVD Stock Aitken Waterman Gold met hun bekendste en grootste hits.
In december 2015 produceerden SAW in hun oude stijl een remix van het door Chris Martin geschreven nummer van Kylie Minogue Every Day's Like Christmas.
Op 21 maart 2023 werd bekendgemaakt dat er een musical, I Should Be So Lucky, met muziek van de bekende SAW-producties in première zou gaan in de Manchester Opera House met daarop volgend een tour door het VK.

## Successen

###### 1984
- Whatever I do (whereve I go) - Hazell Dean
- Searchin' (I've gotta find a man) - Hazell Dean
- You think you're a man (but you're only a boy) - Divine
- I'm so beautiful - Divine
- You spin me round (like a record) - Dead or Alive

###### 1985
- Say I'm your number one - Princess
- The heaven I need - Three Degrees

###### 1986
- It's a Man's Man's Man's World - Brilliant
- Venus - Bananarama
- Showing out - Mel & Kim

###### 1987
- Heartache - Pepsi & Shirley (extended remix)
- Respectable - Mel & Kim
- Let it be - Ferry Aid
- Nothing's gonna stop me now - Samantha Fox
- Roadblock - Stock, Aitken & Waterman
- Toy boy - Sinitta
- What a night (party night) - Dolly Dots
- Love in the first degree - Bananarama
- Never gonna give you up - Rick Astley
- Whenever you need somebody - Rick Astley
- When I fall in love - Rick Astley
- My arms keep missing you - Rick Astley
- I can't help it - Bananarama
- F.L.M. - Mel & Kim
- Goodbye stranger - Pepsi & Shirley
- I heard a rumour - Bananarama

###### 1988
- I should be so lucky - Kylie Minogue
- Together forever - Rick Astley
- That's the way it is - Mel & Kim
- Cross my broken heart - Sinitta
- Who's leaving who - Hazell Dean
- The harder I try - Brother Beyond
- All of me (boy oh boy) - Sabrina
- Success - Sigue Sigue Sputnik
- Especially for you - Kylie Minogue en Jason Donovan
- She wants to dance with me - Rick Astley
- Take me to your heart - Rick Astley
- Nathan Jones - Bananarama
- I want you back - Bananarama

###### 1989
- Help! - Bananarama with Lananeeneenoonoo
- I'd rather jack - The Reynolds Girls
- This time I know it's for real - Donna Summer
- I don't wanna get hurt - Donna Summer
- Too many broken hearts - Jason Donovan
- Sealed with a kiss - Jason Donovan
- You'll never stop me loving you - Sonia
- I just don't have the heart - Cliff Richard
- Blame it on the boogie - Big Fun
- Do they know it's Christmas - Band Aid 2
- Never too late - Kylie Minogue
- Love's about to change my heart - Donna Summer
- I only wanna be with you - Samantha Fox

###### 1990
- Better the devil you know - Kylie Minogue
- Step back in time - Kylie Minogue
- Hang on to your love - Jason Donovan
- When you come back to me - Jason Donovan

## Discografie

### Albums
| Album met eventuele hitnotering(en) in de Nederlandse Album Top 100 | Datum van verschijnen | Datum van binnenkomst | Hoogste positie | Aantal weken | Opmerkingen |
| ------------------------------------------------------------------- | --------------------- | --------------------- | --------------- | ------------ | ----------- |
| Countdown the hitsound of Stock Aitken Waterman                     |                       | 07-11-1987            | 24              | 9            |             |

### Singles
| Single met eventuele hitnotering(en) in de Nederlandse Top 40 | Datum van verschijnen | Datum van binnenkomst | Hoogste positie | Aantal weken | Opmerkingen                                                        |
| ------------------------------------------------------------- | --------------------- | --------------------- | --------------- | ------------ | ------------------------------------------------------------------ |
| Roadblock                                                     |                       | 22-08-1987            | 10              | 9            |                                                                    |
| Packjammed (With the party poss)                              |                       | 16-01-1988            | 15              | 5            |                                                                    |
| Ferry 'cross the Mersey                                       |                       | 17-06-1989            | 20              | 5            | met Paul McCartney, The Christians, Holly Johnson en Gerry Marsden |